# ادوارد بروفی
ادوارد بروفی (انگلیسی: Edward Brophy؛ ‏ ۲۷ فوریهٔ ۱۸۹۵ – ۲۷ مهٔ ۱۹۶۰) بازیگر اهل ایالات متحده آمریکا بود. او با اندام کوچک، کچل، و صدای خشن، اغلب نقش پلیس ها و گانگسترهای گنگ، جدی و کمیک را به تصویر می کشید.
از فیلم‌ها یا برنامه‌های تلویزیونی که وی در آن نقش داشته است، می‌توان به دیشب را به‌خاطر داری؟، شکوفه‌هایی در برادوی، سربازان پیاده، دامبو، قهرمان، تلاش واپسین، عجیب‌الخلقه‌ها، مرد لاغر، زن نامرئی، ماریتای بدذات، مرد محبوب و موفق، نیروی هوایی، سکویا اشاره کرد.